# Mutando
Mutando è il settimo album del gruppo musicale degli Squallor, pubblicato nel 1981 dalla CGD. Caratterizzato dalla copertina apribile, anche stavolta con riferimenti a sfondo sessuale, prende spunto ad alcuni successi allora in voga, come in Pret à porter, bizzarra sfilata per abiti ecclesiastici dove "pret" sta per "prete"  e si ispira, nella base, al "Gioca-jouer" di Claudio Cecchetto. Madonina invece, cantata da Giorgio Tocchi, è una versione personalizzata della famosa canzone di Giovanni D'Anzi, alla quale si aggiunge una traduzione in un inglese approssimativo e alcune frasi a sfondo comico sul contrasto Nord-Sud.

## Tracce
1. Squallor in concerto
2. Pret à porter
3. Damm 'e denare
4. Pierpaolo n° 3
5. Madonina
6. Tombeado
7. Cornutone
8. Tango n° 13
9. Torna a casa Mexico